# Cissus antandroy
Cissus antandroy är en vinväxtart som beskrevs av Descoings. Cissus antandroy ingår i släktet Cissus och familjen vinväxter. Utöver nominatformen finns också underarten C. a. villosa.